# Edaganasalai
Edaganasalai (en tamil: எடகணாசாலை ) es una localidad de la India en el distrito de Salem, estado de Tamil Nadu.

## Geografía
Se encuentra a una altitud de 268 m s. n. m. a 343 km de la capital estatal, Chennai, en la zona horaria UTC +5:30.

## Demografía
Según estimación 2010 contaba con una población de 31 609 habitantes.